# Habib Keïta
Habib Keïta (* 5. Februar 2002) ist ein malischer Fußballspieler, der bei Clermont Foot in der Ligue 1 unter Vertrag steht.

## Karriere
Keïta begann seine fußballerische Ausbildung bei der Akademie JMG Bamako in Mali. Im Oktober 2020 wechselte er für eine Ablöse von einer Million Euro in die Ligue 1 zu Olympique Lyon. Dort kam er zunächst nur in der zweiten Mannschaft zum Einsatz, stand aber auch schon im Kader in der Coupe de France. Am 8. Mai 2021 (36. Spieltag) debütierte er bei einem 4:1-Sieg über den FC Lorient für die Profimannschaft in der Ligue 1, als er die letzten fünf Minuten spielen durfte. In der Saison 2021/22 kam er zu drei Einsätzen in der ersten Mannschaft.
Ende Juni 2022 wurde eine Ausleihe für die Saison 2022/23 zum belgischen Erstdivisionär KV Kortrijk vereinbart. Sein Debüt gab er direkt am ersten Spieltag über die vollen 90 Minuten gegen Oud-Heverlee Löwen. Insgesamt bestritt er 18 von 34 möglichen Ligaspielen für Kortrijk sowie zwei Pokalspiele, in denen er ein Tor schoss.
Nach Ablauf der Leihe kehrte der Spieler nicht nach Lyon zurück, sondern wechselte ligaintern zu Clermont Foot.